# جاون تنی
جاون تنی (انگلیسی: Jon Tenney؛ زادهٔ ۱۶ دسامبر ۱۹۶۱) یک هنرپیشه اهل ایالات متحده آمریکا است. وی از سال ۱۹۸۶ میلادی تاکنون مشغول فعالیت بوده‌است.
از فیلم‌ها یا برنامه‌های تلویزیونی که وی در آن نقش داشته‌است می‌توان به می‌توانی روی من حساب کنی، ویلی آزاد ۲، موسیقی از اتاقی دیگر، مرغ دریایی، زندگی عاشقانه، گرگ و میش گلدها، تماشا کنید و خرید گاو اشاره کرد.